# Corpus Hypercubus
Corpus Hypercubus è un dipinto a olio su tela di 58,4 × 73,7 cm realizzato nel 1954 dal pittore  Salvador Dalí.

## Descrizione dell'opera
Il quadro raffigura una Crocifissione ed è conservato nel Metropolitan Museum of Art di New York.
Il titolo della tela fa riferimento al fatto che la figura di Cristo non è inchiodata all'usuale croce, ma è magicamente sospesa nell'aria, accostata ad una struttura fatta da otto cubi che simulano la forma della croce, ma che in realtà esprimono la rappresentazione dello sviluppo, nello spazio tridimensionale, di un solido che si studia nella geometria della "quarta dimensione": il tesseratto, ossia un ipercubo quadridimensionale.

Si tratta di un solido (avente come "facce" otto cubi) che non è possibile vedere, essendoci preclusa la quarta dimensione, ma solo intuire. 
L'analogia con lo sviluppo delle facce di cubo su di un piano, può aiutare a comprendere la raffigurazione.
Si tratta di una delle diverse opere in cui l'artista catalano si accosta ai temi dell'arte sacra e, contemporaneamente, si avvale della fascinazione enigmatica di strutture geometriche.

Il linguaggio pittorico surreale si esprime attraverso la figura della Madonna che ci appare in primo piano con un'acconciatura moderna dei capelli (e non importa se riconosciamo o meno in lei il volto di Gala), con lussuosi mantelli dalle tinte metalliche, mentre sullo sfondo di uno sterminato pavimento a scacchiera si intravede un cupo paesaggio notturno; tutto questo porta ad un modo inconsueto e suggestivo di  rappresentare lo straordinario evento della morte di Cristo, evento che subito ci appare, nello stesso tempo, umano e metafisico.

La croce, data dalla dispiegazione tridimensionale di un ipercubo, si staglia in alto nel buio del cielo, proiettando la sua ombra sopra la fredda geometria del pavimento, quasi a sottolineare, assieme alla irriducibilità delle diverse dimensioni spaziali, la inintelligibile distanza tra il naturale ed il soprannaturale.